# IFUTURELIST
iFUTURELIST - debiutancki album studyjny japońskiego kompozytora i muzyka Akira Yamaoki, wydany 13 stycznia 2006 roku przez Konami. Muzycznie album odbiega od dark ambientowego stylu zaprezentowanego przez Yamaokę na ścieżkach dźwiękowych do gier z serii Silent Hill i łączy w sobie gatunki rocka, electro i trip hopu.

## Lista utworów[1]
1. "The Policy of the iFUTURELIST Party" – 0:58
2. "LOVE ME DO" (wokal: riewo) – 3:58
3. "iFUTURELIST" – 3:14
4. "Tant Pis Pour Toi" – 3:21
5. "INJECTION OF LOVE" (wokal: Sana) – 4:18
6. "EMPTY OF THE SKY" (wokal: riewo) – 4:10
7. "Maria" (wokal: Sana) – 3:36
8. "Adjust Rain"(wokal: 本田恭章) – 4:57
9. "RISLIM" (wokal: riewo) – 2:44
10. "狂った季節" (wokal: GENET) – 5:47
11. "ライオンはともだち" – 2:32
12. "ライオン好き" – 3:45
13. "Bitmania" (wokal: ocean) – 3:46
14. "エイプリルフールの唄" (wokal: ocean, Sana & riewo) – 5:11
15. "Heavenly Sun" (wokal: riewo) – 7:22
16. "昭和企業戦士荒山課長" (LOLITA ON BREAKS MIX) – 6:57
17. "SYSTEM LOVE 7.5.5" (DE VOL feat. チグニータ) – 4:00